# 기쿠스이정
기쿠스이정(일본어: 菊水町)은 일본 구마모토현 북부에 있던 정이다. 2006년 3월 1일, 인접한 미카와정과 대등합병해 나고미정이 되었다.

## 지리
구마모토현 북부 내륙 지역에 위치하고 있다.

## 역사
- 1943년 7월 1일 - 정으로 승격해, 에타정이 되었다.
- 1954년 1월 1일 - 에타정, 하나무레촌, 가와조에촌, 도고촌이 대등합병해, 기쿠스이정이 성립하였다.
- 2006년 3월 1일 - 미카와정과 합병해, 나고미정이 되어 소멸하였다.

## 교통

### 도로
- 규슈 자동차도

## 자매도시
- 공주시 (대한민국 충청남도) - 1979년 9월 자매결연

## 참고 문헌
- 角川日本地名大辞典編纂委員会, 『角川日本地名大辞典 43 熊本県』1987, 角川書店